# Orchestra Sinfonica di Roma della RAI
L'Orchestra Sinfonica di Roma della Rai è stata un'orchestra sinfonica italiana legata all'emittente di Stato Rai.
Fu formata nel 1936 sotto la guida di Fernando Previtali. Negli anni l'orchestra ha lavorato con i più grandi direttori d'orchestra del secolo, come Antonio Guarnieri, Victor de Sabata, Alfredo Casella, Bernardino Molinari, Wilhelm Furtwängler, Franco Ferrara, Igor Markevitch, Sergiu Celibidache, Igor Stravinskij, Bruno Walter, Artur Rodziński, Vittorio Gui, Rafael Kubelík, Wolfgang Sawallisch, Charles Münch, Lorin Maazel, Herbert von Karajan, Zubin Mehta, Georges Prêtre, Leonard Bernstein, André Previn, Claudio Abbado, Riccardo Muti, Gilbert Levine e Thomas Schippers. La programmazione dell'orchestra si è contraddistinta per le esecuzioni di opere di compositori contemporanei, come Luigi Dallapiccola, Bruno Maderna, Luciano Berio, Luigi Nono, Karlheinz Stockhausen, Salvatore Sciarrino, Hans Werner Henze, Goffredo Petrassi, Franco Donatoni, Sylvano Bussotti, Ildebrando Pizzetti e Paul Hindemith.
L'orchestra aveva la sua sede e teneva una stagione di concerti in abbonamento all'Auditorium Rai del Foro Italico a Roma.
Numerose le partecipazioni a concerti straordinari, come quelli alla presenza del Papa (da ricordare l'esecuzione della Missa Solemnis di Beethoven diretta da Sawallisch con la regia televisiva di Franco Zeffirelli) e i concerti in occasione della Pasqua dal Duomo di Orvieto. Frequente era anche l'esecuzione di opere liriche, come il Mosè in Egitto di Rossini, Salomè ed Elettra di Strauss, la Tetralogia wagneriana, Attila di Verdi, Don Giovanni di Mozart, Thérèse di Massenet e Le rossignol di Stravinskij.
Tra le tournée e le trasferte effettuate dall'orchestra si elencano il Festival di Edimburgo, il Festival di Parigi, il Festival di Lubiana, la Biennale di Venezia, la Sagra musicale umbra e concerti in altre sale.
Negli ultimi anni sono da ricordare:
- 1986 - Aula Nervi in Vaticano: Cherubini, Messa per l'incoronazione di Carlo X - direttore Riccardo Muti
- 1987 - Aula Nervi in Vaticano: Haydn, Paukenmesse e Verdi, Te Deum - direttore Rafael Fruhbeck de Burgos
- 1987 - Concerto in Eurovisione da Assisi - direttore Eliahu Inbal, solista Salvatore Accardo
- 1987 - Tournée in Austria con musiche di Luciano Berio dirette dal compositore
- 1988 - Tournée in Sud America - direttore Aldo Ceccato
- 1988 - Stabat Mater di Rossini
- 1988 - Aula Nervi in Vaticano: Dvorak, Messa in Re Maggiore, Brahms, Ave Maria e Penderecki, Stabat Mater - direttore Gilbert Levine
- 1989 - Concerto in Eurovisione da Assisi - direttore Peter Maag, solista Uto Ughi
- 1992 - Tosca nelle ore e nei luoghi di Tosca - Mondovisione - direttore Zubin Mehta[1]

L'Orchestra Sinfonica di Roma della RAI era composta da 96 musicisti. Fra questi si possono ricordare il flautista Severino Gazzelloni, l'oboista Carlo Romano, il clarinettista Franco Ferranti, il fagottista Marco Costantini, il cornista Luciano Giuliani, i trombettisti David Short e Sandro Verzari.
Alla fine del 1992, a seguito della chiusura dell'Orchestra da camera "Alessandro Scarlatti" di Napoli della RAI, cambiò il nome in "Orchestra Sinfonica di Roma e di Napoli della Rai". Il 30 giugno 1994 l'Orchestra fu chiusa, insieme alle orchestre di Milano e Torino, dando vita all'attuale Orchestra Sinfonica Nazionale della RAI, con sede a Torino.